# Technití Límni Aóou
Technití Límni Aóou är en reservoar i Grekland.   Den ligger i prefekturen Nomós Ioannínon och regionen Epirus, i den nordvästra delen av landet, 300 km nordväst om huvudstaden Aten. Technití Límni Aóou ligger 1 327 meter över havet.  Omgivningarna runt Technití Límni Aóou är en mosaik av jordbruksmark och naturlig växtlighet.